# لوليوندو (قرية)
تقع قرية لوليوندو في ولاية نجورونجورو الموجودة في إقليم أروشا في شمال تنزانيا. تستضيف مكاتب المقاطعات وأشكال المركز التجاري للتقسيم في لوليوندو مع القرية المجاورة اسو، فهي. لوليوندو هي المركز الرئيسي الحالي لنجورونجورو.
كانت الغالبية الإثنية بشكل عام تتشكل من قبائل الماساي، لكن في السنوات الأخيرة ،زادت الجماعات العرقية من التشاجا, والواروشا، مما أدى إلى زيادة في زراعة في الوادي التي تحتلها القرية. وهناك أيضا عدد كبير من رعاة السونجو الزراعية نظرا للأغلبية السونجو في مناطق في الشرق.
تقع القرية في أقصى الشمال التنزاني علي الحدود مع كينيا.